# Campeonato Nacional de Rugby
O Campeonato Nacional de Rugby - Divisão de Honra (assim designado desde a época 2005/06) é o principal campeonato nacional de râguebi em Portugal. É composto por 12 equipas seniores amadoras.

## História
A criação da Federação Portuguesa de Rugby (FPR), a 23 de Setembro de 1957, e a tomada de posse dos Corpos Sociais da federação pelo seu sócio fundador, a Associação de Rugby de Lisboa (ARL), terminando desta forma a sua atividade em Julho de 1958, levaram a que a primeira edição do campeonato português de râguebi, intitulado na altura Campeonato de Portugal se realizasse na temporada de 1958/59; o campeão foi o CF Os Belenenses. 
Nessa época, nove equipas seniores lutaram pelo título, sendo quatro provenientes de universidades e todas da região de Lisboa, com excepção da AA Coimbra. Foi também nessa temporada que decorreu a primeira edição da Taça de Portugal.
Nas décadas de 1960 e 1970, verificou-se um largo crescimento na prática desta modalidade em Portugal; os clubes universitários eram cada vez mais, e a implantação do râguebi para norte e para sul de Lisboa foram determinantes. 
Depois de 1974, após a revolução dos cravos, a par das outros modalidades desportivas, o râguebi teve um grande crescimento devido à criação de escalões inferiores, que possibilitaram a prática deste desporto por parte dos mais jovens. Em 1965, deu-se a primeira edição da Taça Ibérica que punha frente-a-frente os campeões e vice-campeões de Portugal e Espanha.
Contudo, este alargamento coincidiu com um período, entre 1974 e 1979, em que os seniores deixaram de competir internacionalmente, atrasando o nível competitivo da modalidade no país. A aposta nas seleções nacionais das camadas mais jovens, e o contacto com equipas semelhantes do estrangeiro, formaram uma vasta gama de bons jogadores, que nas décadas de 1980 e 1990 contribuíssem para um melhoramento da qualidade do râguebi português.
A partir de 1990 o râguebi entrou numa fase menos boa da sua evolução em Portugal; os impulsos na modalidade, nos anos 70 pelo Estado, e depois, nos anos 80, pelas associações de râguebi nacionais, deixaram de ser tão abundantes. O reduzido número de praticantes (eram 2008 em 1995, dos quais um terço eram seniores) atrasou muito o desenvolvimento. Após a participação de Portugal no Campeonato do Mundo de 2007 assistiu-se a um novo alento no que respeita à divulgação do râguebi em Portugal, com a criação de novos clubes e o alargamento do número de praticantes.
Para a temporada de 2024/25 o campeonato sofrerá mudanças significativas no seu formato que contará agora com 12 equipas, um aumento de duas em relação à temporada anterior. A competição será então dividida em três grupos de quatro equipas e será disputada em duas voltas. Os dois primeiros classificados de cada grupo avançam para o Grupo do Título sem necessidade de Play-Offs como nas temporadas anteriores.

## Participantes em 2024–25
| Grupo A - CF Os Belenenses - GD Direito - AA Coimbra - CR Técnico | Grupo B - Agronomia - GDS Cascais - CDUP - CR S.São Miguel | Grupo C - SL Benfica - CDUL - RC Lousã - RC Montemor |

## Campeonatos anteriores
| Época   | Campeão        |
| ------- | -------------- |
| 1958-59 | CF Belenenses  |
| 1959-60 | SL Benfica     |
| 1960-61 | SL Benfica     |
| 1961-62 | SL Benfica     |
| 1962-63 | CF Belenenses  |
| 1963-64 | CDUL Rugby     |
| 1964-65 | CDUL Rugby     |
| 1965-66 | CDUL Rugby     |
| 1966-67 | CDUL Rugby     |
| 1967-68 | CDUL Rugby     |
| 1968-69 | CDUL Rugby     |
| 1969-70 | SL Benfica     |
| 1970-71 | CDUL Rugby     |
| 1971-72 | CDUL Rugby     |
| 1972-73 | CF Belenenses  |
| 1973-74 | CDUL Rugby     |
| 1974-75 | CF Belenenses* |
| 1975-76 | SL Benfica     |
| 1976-77 | AA Coimbra     |
| 1977-78 | CDUL Rugby     |
| 1978-79 | AA Coimbra     |

| Época   | Campeão                   |
| ------- | ------------------------- |
| 1979-80 | CDUL Rugby                |
| 1980-81 | Clube de Rugby do Técnico |
| 1981-82 | CDUL Rugby                |
| 1982-83 | CDUL Rugby                |
| 1983-84 | CDUL Rugby                |
| 1984-85 | CDUL Rugby                |
| 1985-86 | SL Benfica                |
| 1986-87 | GDS Cascais               |
| 1987-88 | SL Benfica                |
| 1988-89 | CDUL Rugby                |
| 1989-90 | CDUL Rugby                |
| 1990-91 | SL Benfica                |
| 1991-92 | GDS Cascais               |
| 1992-93 | GDS Cascais               |
| 1993-94 | GDS Cascais               |
| 1994-95 | GDS Cascais               |
| 1995-96 | GDS Cascais               |
| 1996-97 | AA Coimbra                |
| 1997-98 | Clube de Rugby do Técnico |
| 1998-99 | GD Direito                |
| 1999-00 | GD Direito                |

| Época   | Campeão                          | Final                            | Vice                             | 3º Lugar                         | Final                            | 4º Lugar                         |
| ------- | -------------------------------- | -------------------------------- | -------------------------------- | -------------------------------- | -------------------------------- | -------------------------------- |
| 2000-01 | SL Benfica                       | 15-9                             | GD Direito                       | Agronomia                        | 27-12                            | CF Belenenses                    |
| 2001-02 | Direito                          | 16-6                             | CDUP                             | SL Benfica                       | 39-18                            | AA Coimbra                       |
| 2002-03 | CF Belenenses                    | 18-6                             | Direito                          | CDUP                             | 12-8                             | Agronomia                        |
| 2003-04 | AA Coimbra                       | 30-26                            | Agronomia                        | Direito                          | 42-10                            | CF Belenenses                    |
| 2004-05 | Direito                          | 13-09                            | Agronomia                        | CF Belenenses                    | 34-22                            | SL Benfica                       |
| 2005-06 | Direito                          | 22-6                             | CF Belenenses                    | Agronomia                        | 25-15                            | SL Benfica                       |
| 2006-07 | Agronomia                        | 15-8                             | Direito                          | CDUL                             | 19-10                            | CDUP                             |
| 2007-08 | CF Belenenses                    | 22-21                            | Agronomia                        | CDUL                             | 34-17                            | SL Benfica                       |
| 2008-09 | Direito                          | 32-25                            | Agronomia                        | CDUL                             | 41-41                            | CF Belenenses                    |
| 2009-10 | Direito                          | 22-12                            | Agronomia                        | CDUL                             | 28-19                            | CF Belenenses                    |
| 2010-11 | Direito                          | 9-3                              | CF Belenenses                    | Agronomia                        | 23-17                            | CDUL                             |
| 2011-12 | CDUL                             | 23-15                            | Agronomia                        | Direito                          | 25-11                            | AA Coimbra                       |
| 2012-13 | Direito                          | 17-9                             | CDUL                             | CF Belenenses                    | 22-9                             | Agronomia                        |
| 2013-14 | CDUL                             | 19-15                            | Direito                          | CR Técnico                       | 21-16                            | CF Belenenses                    |
| 2014-15 | Direito                          | 26-19                            | CDUL                             | CR Técnico e Agronomia           | CR Técnico e Agronomia           | CR Técnico e Agronomia           |
| 2015-16 | Direito                          | 11-6                             | CDUL                             | CR Técnico e GDS Cascais         | CR Técnico e GDS Cascais         | CR Técnico e GDS Cascais         |
| 2016-17 | CDUL                             | 25-21                            | Agronomia                        | Direito e GDS Cascais            | Direito e GDS Cascais            | Direito e GDS Cascais            |
| 2017-18 | CF Belenenses                    | 17-9                             | Agronomia                        | Direito e GDS Cascais            | Direito e GDS Cascais            | Direito e GDS Cascais            |
| 2018-19 | Agronomia                        | 18-10                            | CF Belenenses                    | CR Técnico e Direito             | CR Técnico e Direito             | CR Técnico e Direito             |
| 2019-20 | Não disputado devido ao Covid-19 | Não disputado devido ao Covid-19 | Não disputado devido ao Covid-19 | Não disputado devido ao Covid-19 | Não disputado devido ao Covid-19 | Não disputado devido ao Covid-19 |
| 2020-21 | CR Técnico                       | 15-11                            | Direito                          | CF Belenenses e CDUL             | CF Belenenses e CDUL             | CF Belenenses e CDUL             |
| 2021-22 | CF Belenenses                    | 31-8                             | Direito                          | GDS Cascais e CDUL               | GDS Cascais e CDUL               | GDS Cascais e CDUL               |
| 2022-23 | Direito                          | 31-23                            | GDS Cascais                      | Agronomia e SL Benfica           | Agronomia e SL Benfica           | Agronomia e SL Benfica           |
| 2023-24 | CF Belenenses                    | 19-18                            | AEIS Agronomia                   | Direito e SL Benfica             | Direito e SL Benfica             | Direito e SL Benfica             |
| Época   | Campeão                          | Campeão                          | 2º Lugar                         | 3º Lugar                         | 4º Lugar                         | 4º Lugar                         |
| 2024-25 | CF Belenenses                    | CF Belenenses                    | GDS Cascais                      | Direito                          | São Miguel                       | São Miguel                       |

- Na época de 1974-75, o vencedor foi o SL Benfica mas o seu título foi retirado e foi entregue ao vice-campeão CF Belenenses.

## Desempenho por clube[4]
| Clube         | Títulos | Edições |
| ------------- | ------- | --- |
| CDUL          | 20      | 1964, 1965, 1966, 1967, 1968, 1969, 1971, 1972, 1974, 1978, 1980, 1982, 1983, 1984, 1985, 1989, 1990, 2012, 2014, 2017 |
| Direito       | 12      | 1999, 2000, 2002, 2005, 2006, 2009, 2010, 2011, 2013, 2015, 2016, 2023                                                 |
| CF Belenenses | 10      | 1959, 1963, 1973, 1975, 2003, 2008, 2018, 2022, 2024, 2025                                                             |
| SL Benfica    | 9       | 1960, 1961, 1962, 1970, 1976, 1986, 1988, 1991, 2001                                                                   |
| GDS Cascais   | 6       | 1987, 1992, 1993, 1994, 1995, 1996                                                                                     |
| AA Coimbra    | 4       | 1977, 1979, 1997, 2004                                                                                                 |
| CR Técnico    | 3       | 1981,1997,2021 |
| Agronomia     | 2       | 2007, 2019 |